# Killeagh
Killeagh (irisch Cill Ia) ist ein Dorf im Osten des irischen County Cork. Die Einwohnerzahl von Killeagh betrug 2022 895 Einwohner.

## Lage
Killeagh liegt zwischen Midleton und Youghal an der N25 nach Cork. 

## Sehenswürdigkeiten
- katholische Kirche Johannes der Täufer
- profanierte anglikanische Kirche
- Dromdihy House, 1833 von Roger Green Davis erbaut, heute nur noch Ruine

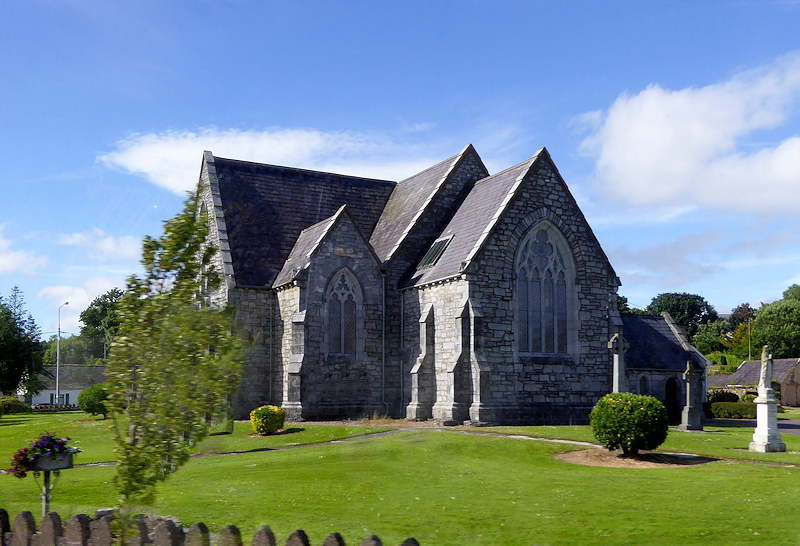
Johannes-der-Täufer-Kirche
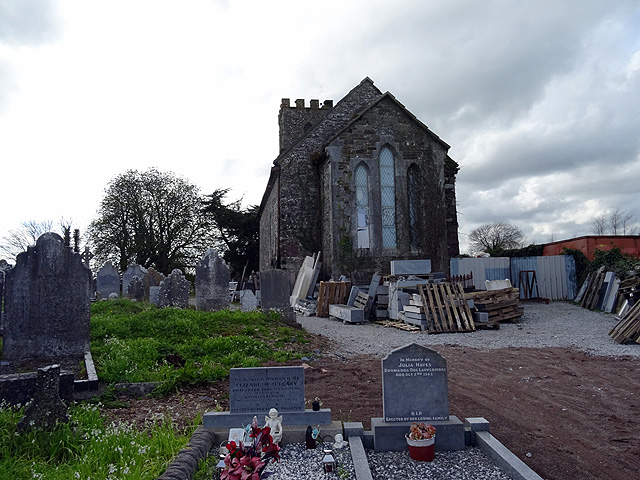
Ehemalige anglikanische Kirche
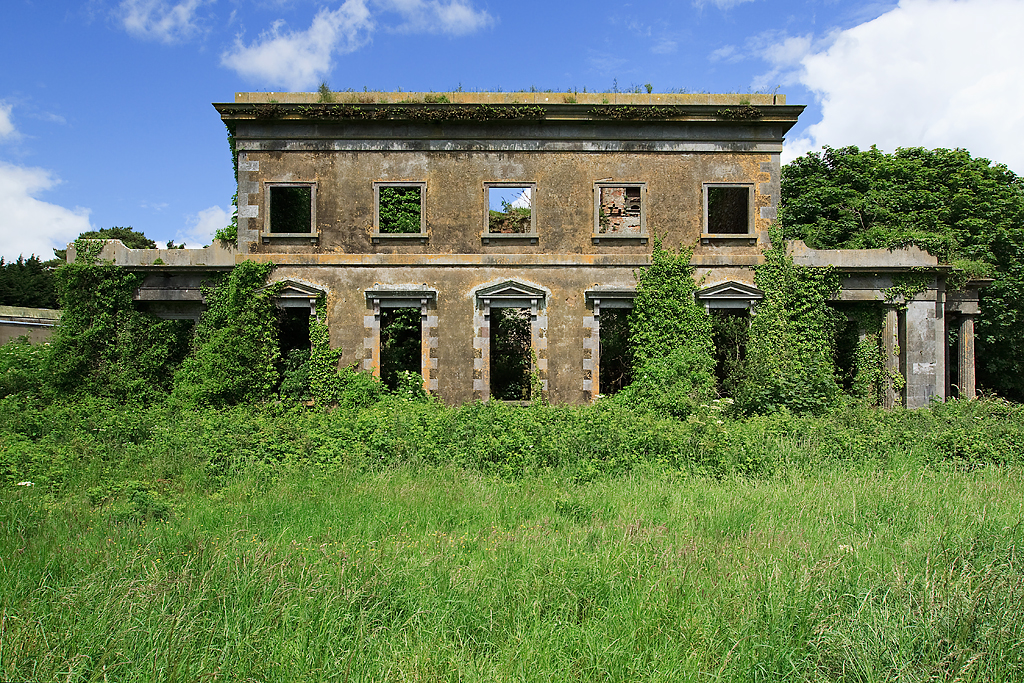
Dromdihy House